# 台中路
台中路為臺灣臺中市重要道路之一，早期忠孝路以南路段曾命名為「霧峯路」，大致呈南北向，北於建國路口銜接民權路，南於南門路口接明德街、南門橋接大里區中興路二段。
1978年台灣公路第二次整編時，改為台3丁線；1993年台灣公路第三次整編後，台3丁線解編。行經台中路的城際客運與市區公車相當多，導致此路段通勤時間易塞車。

## 行經行政區域
- 東區
- 南區

該路為臺中市東區與南區二區的區界。

## 車道配置
- 建國路─復興路：往南三車道、往北二車道
- 復興路─仁和路：雙向四車道
- 仁和路─中興路：雙向中間有房屋分隔，為二條大型單向道。往南二車道、往北三車道

## 本道路客運

### 臺中市公車
- 本表更新時間為2017年10月14日。

| 編號  | 業者                       | 路線                                            | 行駛區間                                                  | 備註                                                                             |
| ----- | -------------------------- | ----------------------------------------------- | --------------------------------------------------------- | -------------------------------------------------------------------------------- |
| 7     | 東南客運                   | 臺中一中－永成公園                              | 建國路－建成路                                            | 經長億高中                                                                       |
| 12    | 台中客運 豐原客運 全航客運 | 明德高中-豐原高中                               | 明德街-建國路                                             |                                                                                  |
| 18    | 統聯客運                   | 老虎城－大智公園(大智喬城路口)                  | 復興路－仁和路                                            |                                                                                  |
| 20    | 中台灣客運                 | 仁友東站－慈濟醫院                              | 建國路－建成路                                            |                                                                                  |
| 20區  | 中台灣客運                 | 仁友東站→東山高中                               | 建國路－建成路                                            | 單向行駛，往東山高中方向 例假日及寒暑假停駛                                      |
| 33    | 台中客運                   | 僑光科技大學－高鐵臺中站                        | 建國路－復興路                                            | 行經進化路、文心路                                                               |
| 35    | 台中客運                   | 南區區公所－僑光科技大學                        | 建國路－南門路                                            |                                                                                  |
| 41    | 台中客運                   | 公共資訊圖書館－慈明高中                        | 建成路－建國路                                            |                                                                                  |
| 51    | 豐原客運                   | 莒光新城－圓山新村                              | 民權路－復興路                                            | 經屯區藝文中心                                                                   |
| 52    | 仁友客運                   | 中興大學—臺中火車站—中興大學 （忠明進化建成線） | 建成路－建國路                                            | 右環先抵達「國光國小」 左環先抵達「興大美村路口」                                |
| 58    | 全航客運                   | 大慶活動中心－甘蔗活動中心                      | 建國路－明德街                                            | 直行崇德路                                                                       |
| 58副  | 全航客運                   | 大慶活動中心－甘蔗活動中心                      | 建國路－明德街                                            | 經大豐路、大富路                                                                 |
| 58區1 | 全航客運                   | 大慶活動中心→北屯區行政大樓                     | 建國路－明德街                                            | 單向行駛，往北屯區行政大樓方向 例假日及寒暑假停駛                                |
| 58區2 | 全航客運                   | 明德高中（明德街）→甘蔗里活動中心                 | 建國路－明德街                                            | 單向行駛，往甘蔗里活動中心方向 例假日及寒暑假停駛                                  |
| 65    | 台中客運                   | 潭雅神綠園道－南區區公所                        | 建國路－南門路                                            |                                                                                  |
| 73    | 統聯客運                   | 統聯轉運站－莒光新城                            | 建國路－建成路                                            |                                                                                  |
| 82    | 台中客運                   | 水湳－高鐵臺中站                                | 建國路－復興路                                            |                                                                                  |
| 101   | 台中客運                   | 水湳－彰化                                      | 建國路－復興路                                            |                                                                                  |
| 102   | 台中客運                   | 干城站－王田－沙鹿                              | 建國路－復興路                                            | 經復興路、王田                                                                   |
| 105   | 仁友客運                   | 四張犁－龍井                                    | 建國路－復興路                                            |                                                                                  |
| 107   | 台中客運                   | 黎明新村－舊正（烏溪橋頭）                      | 建國路－大里區中興路                                      |                                                                                  |
| 108   | 台中客運                   | 港尾－南開科技大學校區                          | 建國路－大里區中興路                                      | 經亞洲大學                                                                       |
| 131   | 台中客運                   | 北屯區行政大樓－朝陽科技大學                    | 建國路－大里區中興路                                      | 行經大里區塗城路、竹仔坑                                                         |
| 132   | 台中客運                   | 北屯區行政大樓－朝陽科技大學                    | 建國路－大里區中興路                                      | 市立大里高中、霧峰區吉峰路                                                       |
| 158   | 全航客運                   | 高鐵臺中站—朝陽科技大學                         | 建國路－南門路                                            | 行經大里區仁化路、修平科技大學                                                   |
| 166   | 巨業交通                   | 干城站－王田－巨業沙鹿站                        | 建國路－復興路                                            |                                                                                  |
| 200   | 台中客運                   | 霧峰農會—臺中女中                               | 民權路－大里區中興路                                      | 部分班次由霧峰農會端延駛至亞大醫院 僅停靠201路或108路重點站位 例假日及寒暑假停駛 |
| 201   | 台中客運                   | 亞洲大學—新民高中                               | 大里區中興路－建國路                                      |                                                                                  |
| 280   | 豐原客運                   | 臺中二中－修平科技大學                          | 建國路－復興路                                            |                                                                                  |
| 281   | 中台灣客運                 | 臺中－霧峰農工                                  | 建國路－復興路                                            | 經大里                                                                           |
| 284   | 台中客運                   | 臺中火車站—修平科技大學                         | 建國路－仁和路                                            |                                                                                  |
| 285   | 豐原客運                   | 臺中二中－崁頂                                  | 建國路－大里區中興路                                      | 經大里                                                                           |
| 286   | 豐原客運                   | 臺中二中－崁頂                                  | 建國路－復興路                                            | 經車籠埔                                                                         |
| 288   | 豐原客運                   | 臺中二中－茅埔                                  | 建國路－復興路                                            |                                                                                  |
| 289   | 豐原客運                   | 臺中二中－東平社區                              | 建國路－復興路                                            |                                                                                  |
| 500   | 台中客運                   | 公共資訊圖書館－台中國際機場                    | 建成路－建國路                                            |                                                                                  |
| 700   | 台中客運 全航客運          | 豐原高中－明德高中                              | 建國路—明德街                                             | 僅平日尖峰時間行駛，例假日停駛 僅停靠12路重點站位                                |
| 901   | 台中客運                   | 豐原（北陽停車場）—明德高中                     | 建國路→大里區中興路（往明德高中） 明德街→建國路（往豐原） | 經豐原區豐東路                                                                   |
| 901副 | 台中客運                   | 豐原（北陽停車場）—明德高中                     | 建國路→大里區中興路（往明德高中） 明德街→建國路（往豐原） | 經豐原區豐原大道                                                                 |

### 公路客運
| 編號  | 業者                             | 路線                    | 行駛區間             | 備註                         |
| ----- | -------------------------------- | ----------------------- | -------------------- | ---------------------------- |
| 6268  | 全航客運                         | 臺中—埔里（地理中心碑） | 建國路－大里區中興路 | 經大里、霧峰、草屯           |
| 6268A | 全航客運                         | 臺中—埔里（地理中心碑） | 建國路－明德街       | 經中投公路、草屯             |
| 6268D | 全航客運                         | 臺中—埔里（地理中心碑） | 建國路－明德街       | 經中投公路、草屯、北山坑     |
| 6268F | 全航客運                         | 臺中—埔里（地理中心碑） | 建國路－明德街       | 經國道六號，不經草屯         |
| 6268G | 全航客運                         | 臺中—埔里（地理中心碑） | 建國路－明德街       | 經中投公路、草屯、新里       |
| 6322  | 總達客運                         | 臺中－南崗－水里          | 建國路－大里區中興路 | 經大里、霧峰、亞大醫院、草屯 |
| 6333  | 總達客運                         | 臺中－中興－水          | 建國路－明德街       | 經中投公路、草屯、南投       |
| 6333A | 總達客運                         | 臺中－中興－水          | 建國路－明德街       | 經國道三號，不經草屯、南投   |
| 6871  | 台中客運 員林客運 杉林溪遊樂事業 | 臺中－杉林溪            | 建國路－大里區中興路 |                              |
| 6899  | 台中客運 南投客運                | 臺中－埔里              | 建國路－明德街       |                              |
| 6933  | 彰化客運                         | 鹿港－彰化－台中        | 建國路－復興路       |                              |

- 本表更新時間為2015年9月27日

## 沿線設施

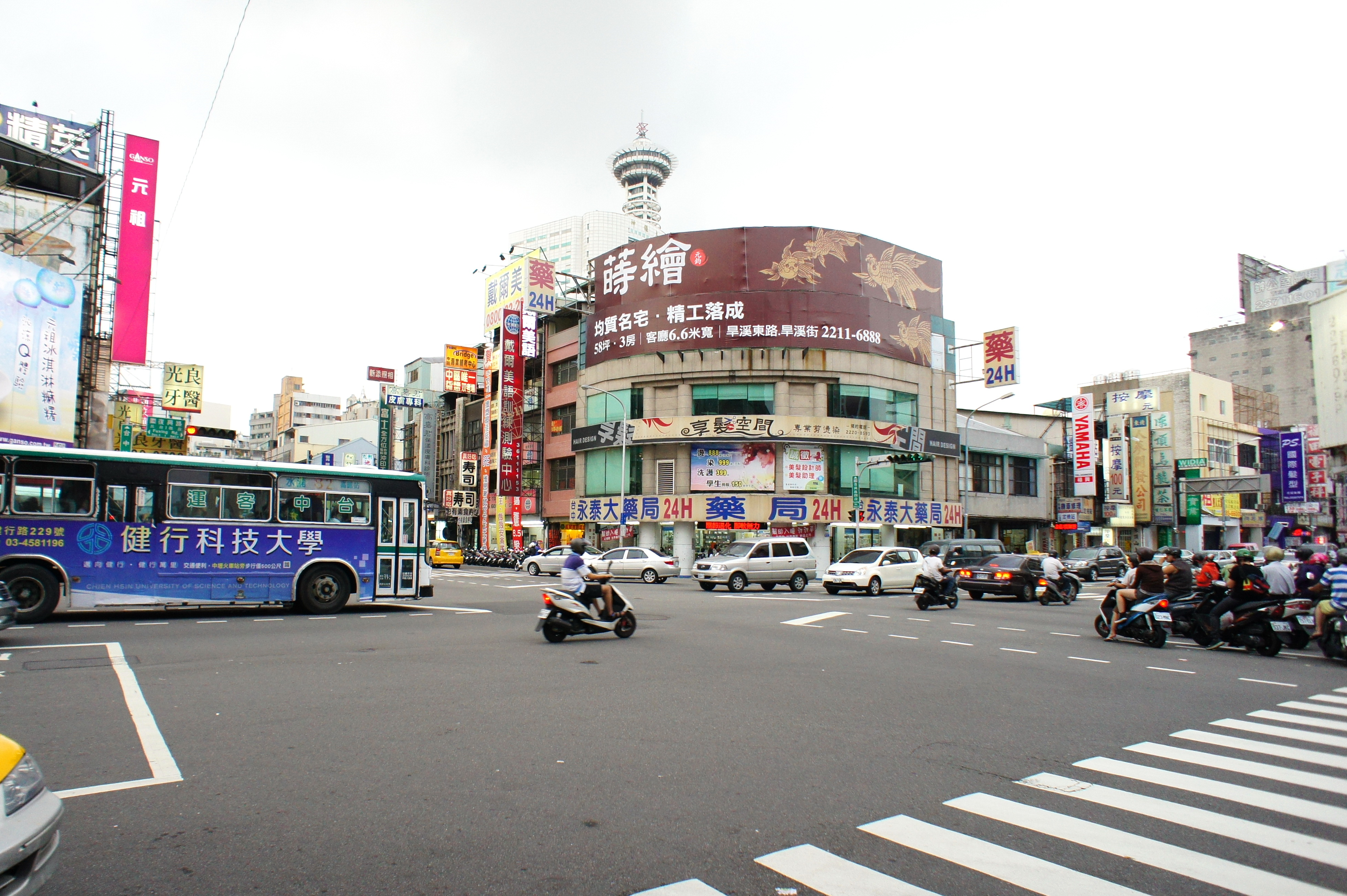
復興路三段與台中路交界

（由北到南）
- 舊臺鐵臺中線涵洞[3]

復興路
- 臺中市東區家庭福利服務中心
- 中華郵政台中路郵局
- 臺中市第三市場
- 彰化銀行南台中分行
- 新光銀行台中分行
- 台灣企銀興中分行
- 臺中市政府消防局南區大隊信義分隊
- 臺中市東區臺中國民小學
- 忠孝夜市

建成路
- 國立中興大學附屬臺中高級農業學校
- 農業部林業及自然保育署臺中分署臺中工作站
- 東峰公園

興大路（興大園道）
- 全聯福利中心南門店

南門橋

## 註腳
1. ↑  .   [2017-03-08]. （原始内容存档于2021-03-09）.
2. ↑  國立興大附農校史 （页面存档备份，存于），國立興大附農
3. ↑  [俗稱火車路孔（台羅：hué-tshia lōo-khang）http://placesearch.moi.gov.tw/search/place_list.php?id=50732 ] 请检查|url=值 (帮助). 內政部.[永久]推薦用字：火車路空。